# SafeWord
Pour plus de détails, voir Fiche technique et Distribution.
SafeWord est un film d'horreur américain réalisé par Chris Soth, sorti en 2015.

## Synopsis
Sabina s'est fait piégée par un homme masqué.

## Fiche technique
- Titre : SafeWord
- Réalisation : Chris Soth
- Scénario : Joanne Groshardt, Terri Lynn Zinner
- Producteur :
- Société de production : Million Dollar Screenwriting
- Musique :
- Pays d'origine :  États-Unis
- Langue : anglais américain
- Genre : Horreur, thriller
- Durée : 79 minutes
- Date de sortie : 2015

## Distribution
- Stephanie Edmonds : Sabina
- Daniel Allen Kent : l'homme masqué
- Justus Zimmerman : Shane
- Jill Evyn : Bernardetta
- Jaxdan Mays : Pierce
- Chris Soth : le docteur
- Darrell Philip : Frank
- Anna Maganini : l'hôtesse
- David Wisehart : David
- Donicia Barrios : la fille morte
- Fedah Hannah Boukai : la femme sur le podium
- Dennis St. Pierre : l'homme au fouet